# The spirit never dies
The spirit never dies is een rockalbum van de Oostenrijkse muzikant Falco uit 2009. Het album bevat zeven nieuwe nummers die niet eerder waren uitgebracht, met daarnaast de volledige Jeanny-trilogie, getiteld The spirit never dies.

## Geschiedenis
Het album is het derde postume album van Falco, die op 6 februari 1998 omkwam toen zijn auto door een bus werd geschept in de Dominicaanse Republiek.

## Nummers
1. Return to forever - 2:08
2. Nuevo Afrikano - 4:57
3. Jeanny, part 1 - 5:54
4. Coming home (Jeanny, part 2: Ein Jahr danach) - 5:31
5. The spirit never dies (Jeanny final) - 4:56
6. Qué pasa hombre (original version) - 4:41
7. Poison (original version) - 4:58
8. Sweet symphony - 4:25
9. Kissing in the Kremlin - 3:53
10. Dada love - 4:28
11. The spirit never dies (Jeanny final) The special mix - 5:01
12. Forever - 2:18

## Achtergrond
Het album verscheen na Falco's overlijden als een compilatie van zijn niet eerder uitgebrachte nummers. Het lied met dezelfde titel als het album verscheen eerder reeds als single, en bereikte toen de top drie van de Oostenrijkse en Duitse hitlijsten.

### Jeanny, part III
De producers van het album, Gunther Mende en Alexander C. De Rouge, hadden een eerder onbekend lied van Falco, The spirit never dies, per toeval ontdekt. Dit was het gevolg van een gesprongen waterleiding in de archieven van de studio in Mörfelden-Walldorf, de studio die Gunther Mende in 1987 gebruikte. Na de sluiting van de studioarchieven werden de liedjes naar Mende gestuurd. Hij bekeek ze en vond het door Falco's label afgekeurde materiaal. Hij besloot dit alsnog uit te brengen, ook al had Falco's voormalige label, Teldec, het destijds afgekeurd, omdat het een andere muziekstijl was dan ze van Falco gewend waren. The spirit never dies werd gelabeld als het officiële en laatste deel van de Jeanny-trilogie

## Hitlijsten
Het album was een hit in Duitstalige landen. In Oostenrijk bleef The spirit never dies achttien maanden in de hitlijsten, met nummer 1 als hoogste notering. In Duitsland kwam het tot 23 weken, maar met een notering op nummer 3 als hoogste. In Zwitserland was het album iets minder succesvol: daar kwam het tot 14 weken in de hitlijsten, met nummer 33 als hoogste notering.